# Pinakothek der Moderne

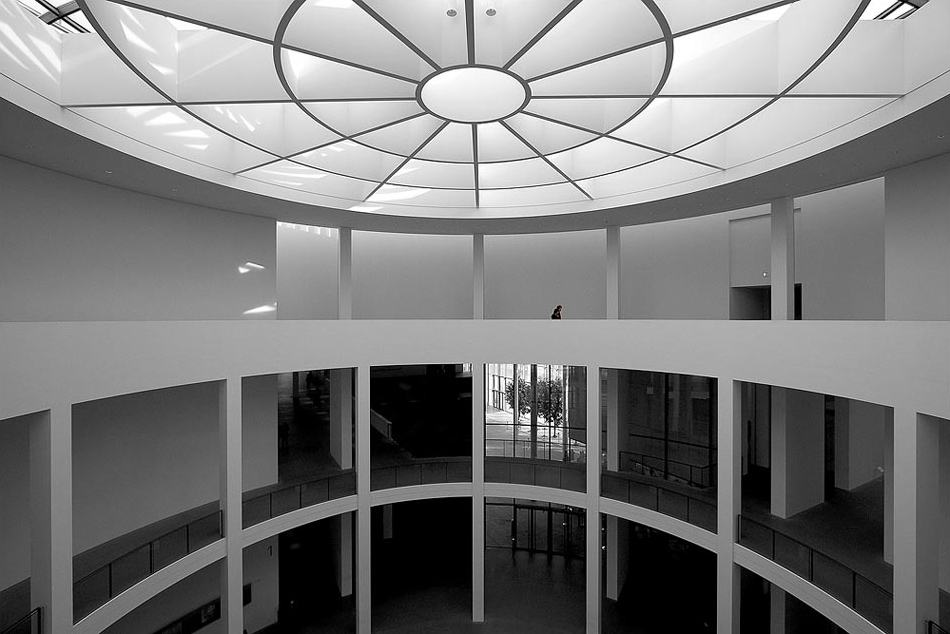
Cupola centrale

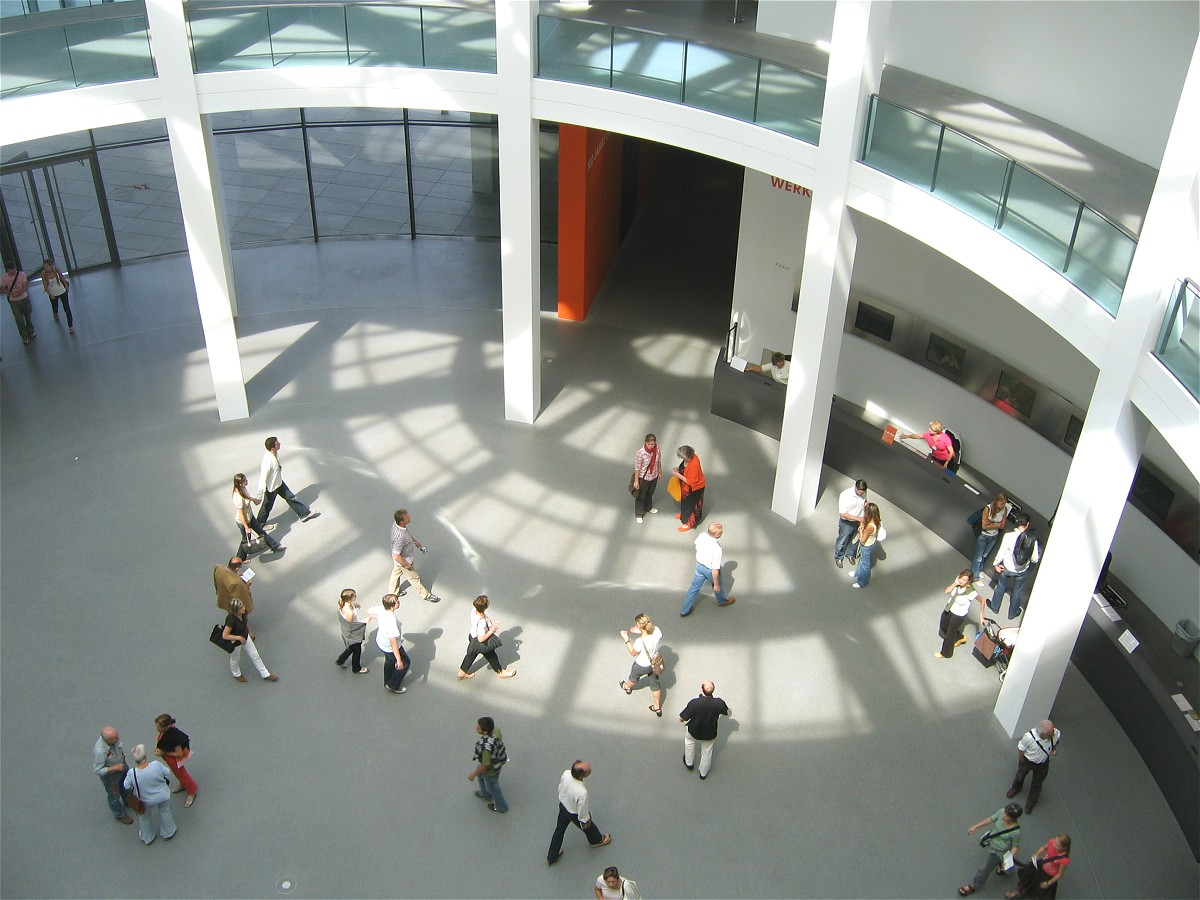
Foyer

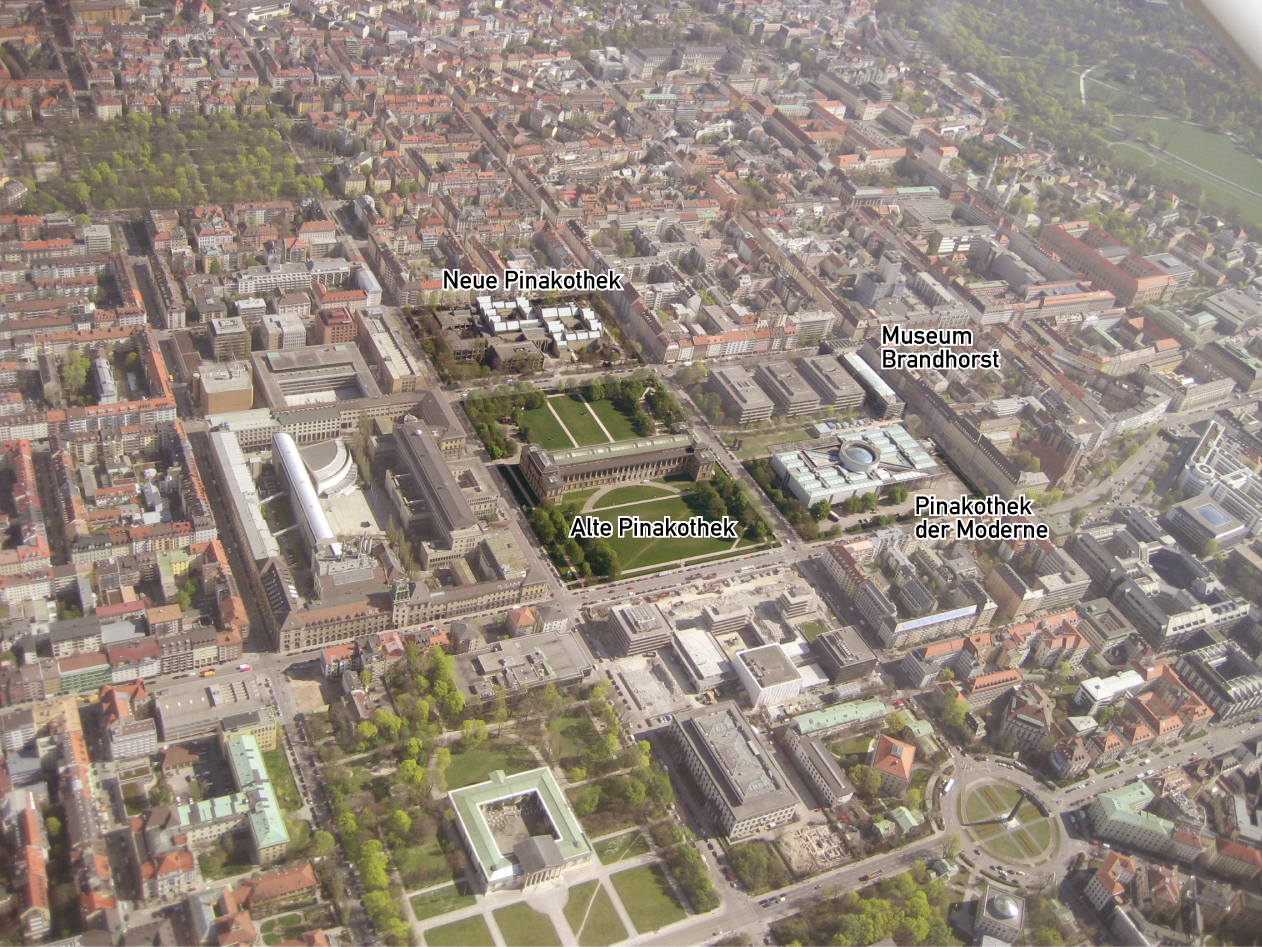
Posizione delle tre Pinacoteche nel quartiere di Maxvorstadt

La Pinakothek der Moderne è il più grande museo d'arte moderna e contemporanea internazionale, disegni e grafica, architettura e design in Germania. Costruito da Stephan Braunfels nel 2002 e si trova in Barer Str. 40 a Monaco di Baviera nel quartiere di Maxvorstadt nel Kunstareal.

## Le opere maggiori

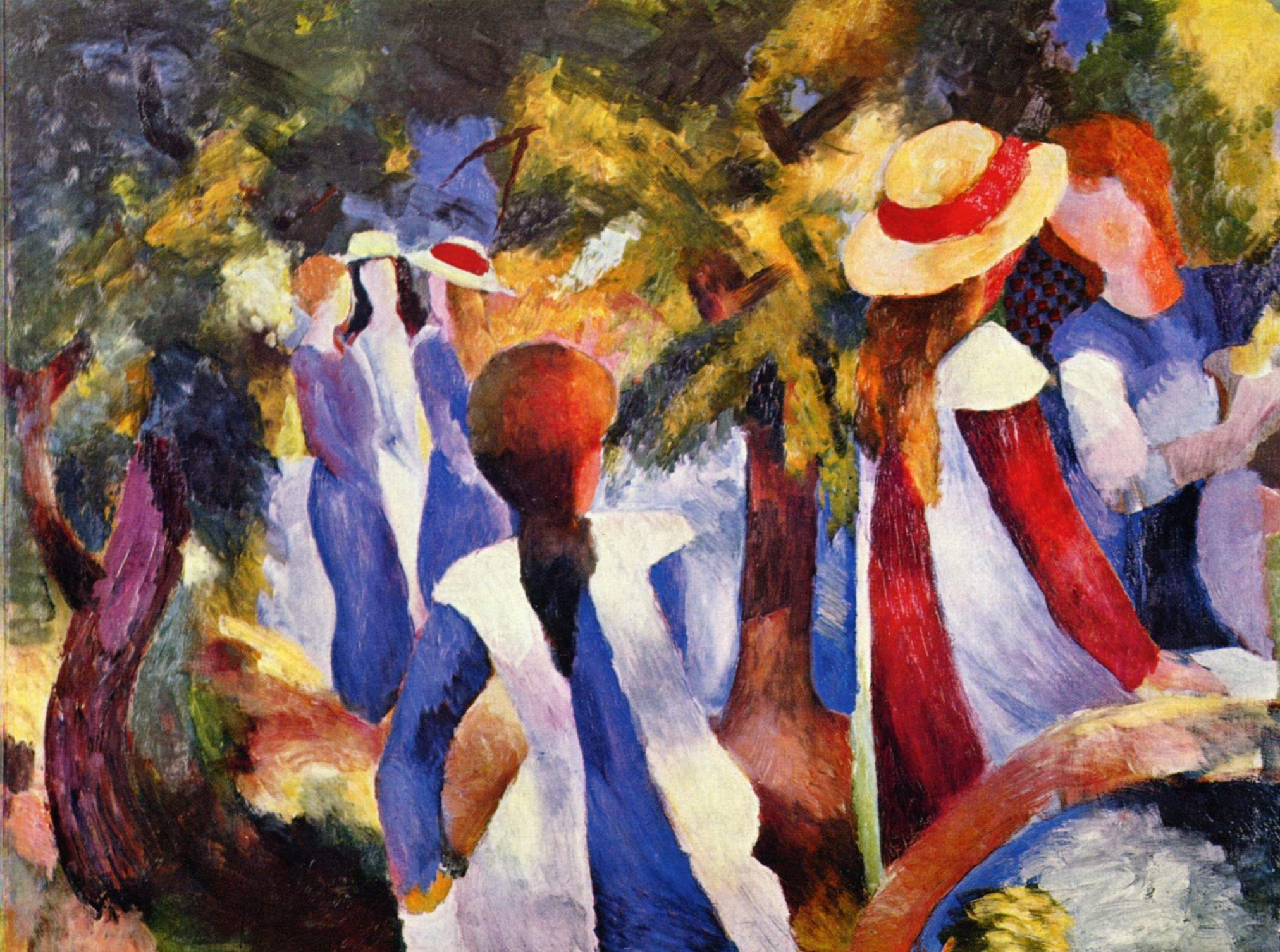
August Macke Mädchen unter Bäumen, 1914
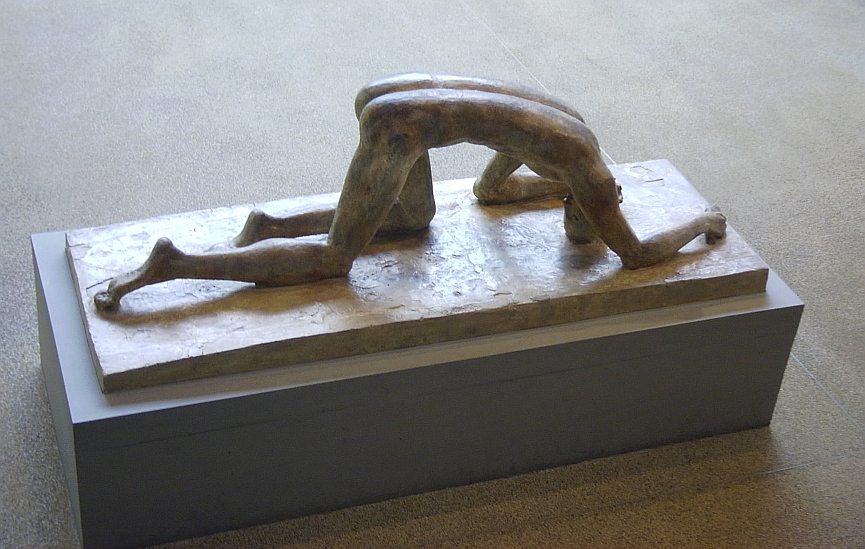
Wilhelm Lehmbruck Der Gestürzte, 1915/16
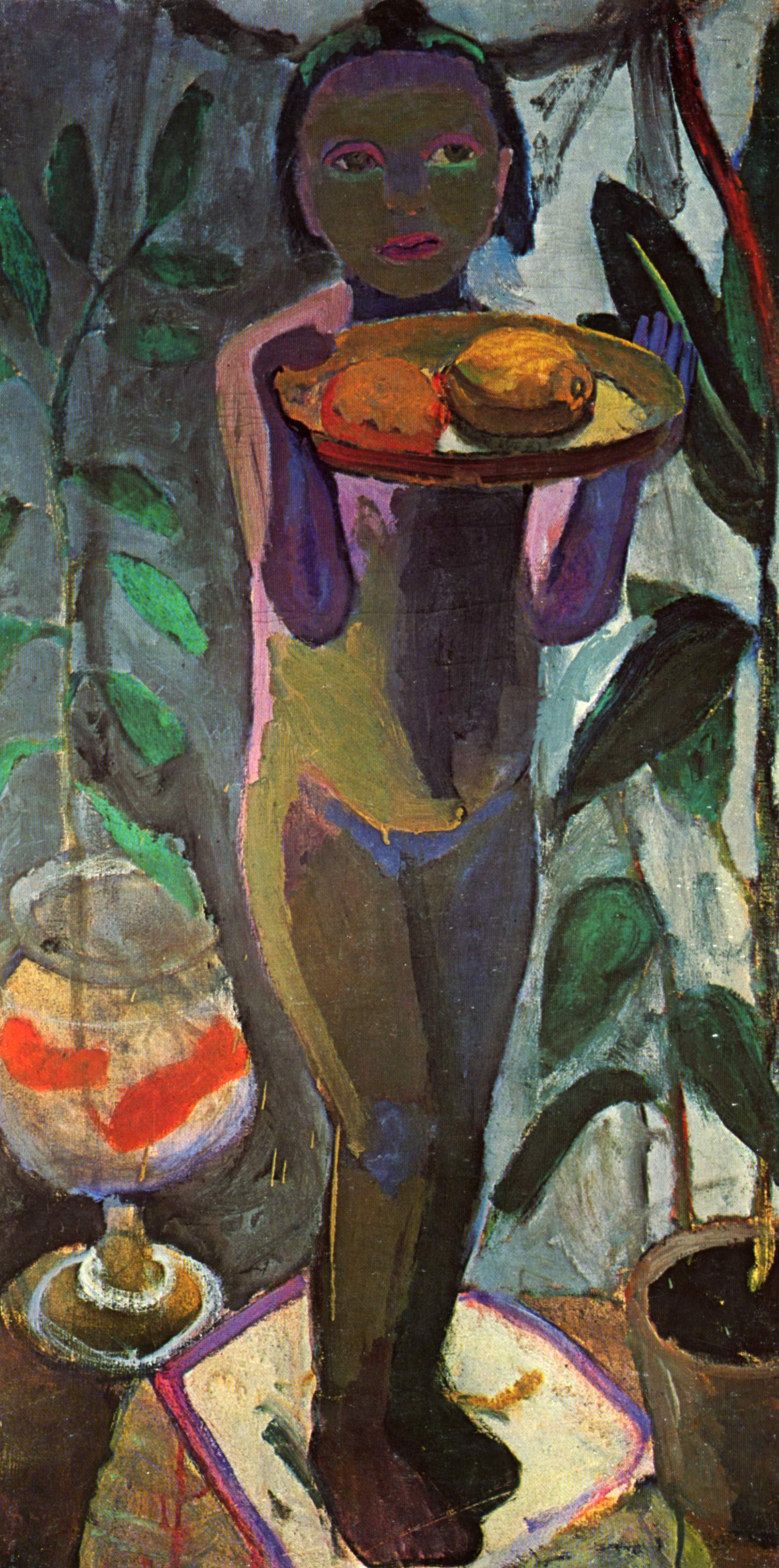
Paula Modersohn-Becker Kinderakt mit Goldfischglas, 1906/07
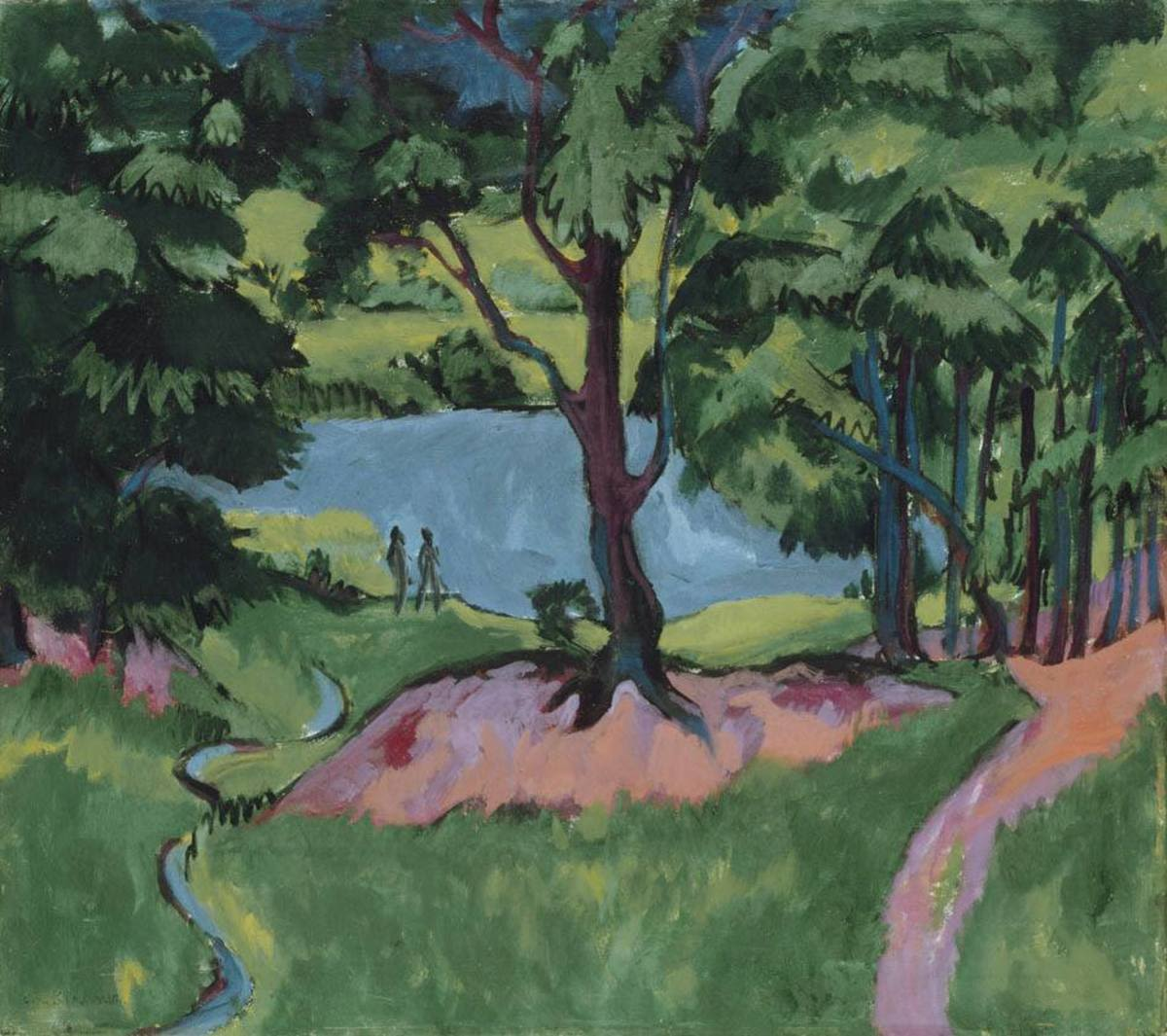
Ernst Ludwig Kirchner "Bohemian Lake" 1911
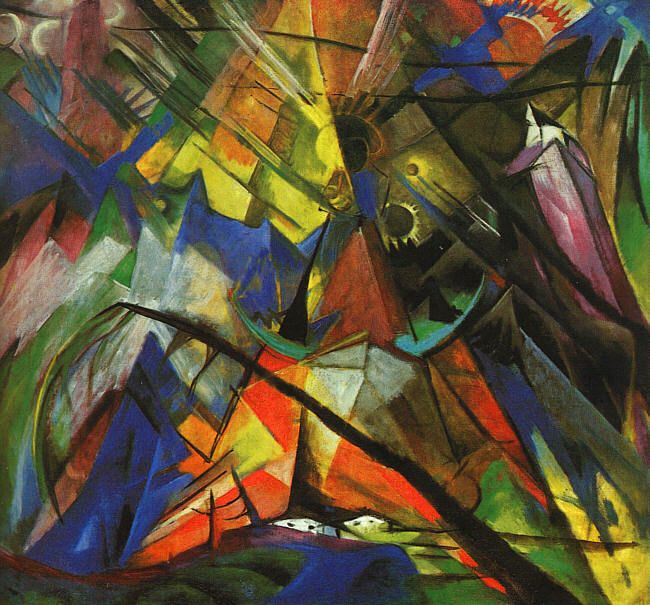
Franz Marc "Tirolo" 1914